# Hebe stricta
Hebe stricta é uma espécie de planta do gênero Hebe.